# Di Zijian
Di Zijian (chinesisch 邸子健, Pinyin Dǐ Zǐjiàn; * 27. Februar 2001 in Liaoyang) ist ein chinesischer Badmintonspieler.

## Karriere
Di Zijian siegte 2017 und 2018 bei den Juniorenasienmeisterschaften, 2019 wurde er Juniorenweltmeister. Im gleichen Jahr gewann er auch die SaarLorLux Open.

## Erfolge

### Juniorenweltmeisterschaften
Herrendoppel
| Jahr | Ort                                      | Partner    | Gegner                            | Endstand            | Ergebnis |
| ---- | ---------------------------------------- | ---------- | --------------------------------- | ------------------- | -------- |
| 2017 | GOR Among Rogo, Yogyakarta, Indonesien   | Wang Chang | Mahiro Kaneko Yunosuke Kubota     | 14–21, 21–15, 13–21 | Silber   |
| 2018 | Markham Pan Am Centre, Markham, Kanada   | Wang Chang | Shin Tae-yang Wang Chan           | 21–19, 22–20        | Gold     |
| 2019 | Kazan Gymnastics Center, Kasan, Russland | Wang Chang | Leo Rolly Carnando Daniel Marthin | 19–21, 18–21        | Silber   |

### Juniorenasienmeisterschaften
Herrendoppel
| Jahr | Ort                                                        | Partner    | Gegner                            | Endstand            | Ergebnis |
| ---- | ---------------------------------------------------------- | ---------- | --------------------------------- | ------------------- | -------- |
| 2017 | Jaya Raya Sports Hall Training Center, Jakarta, Indonesien | Wang Chang | Lee Sang-min Na Sung-seung        | 21–19, 21–11        | Gold     |
| 2018 | Jaya Raya Sports Hall Training Center, Jakarta, Indonesien | Wang Chang | Liang Weikeng Shang Yichen        | 18–21, 24–22, 21–19 | Gold     |
| 2019 | Suzhou Olympic Sports Centre Stadium, Suzhou, China        | Wang Chang | Leo Rolly Carnando Daniel Marthin | 9–21, 21–15, 19–21  | Silber   |

### BWF World Tour
Herrendoppel
| Jahr | Wettbewerb             | Level     | Partner    | Gegner                          | Endstand            | Ergebnis |
| ---- | ---------------------- | --------- | ---------- | ------------------------------- | ------------------- | -------- |
| 2018 | Lingshui China Masters | Super 100 | Wang Chang | Han Chengkai Zhou Haodong       | 21–19, 17–21, 16–21 | Finalist |
| 2019 | SaarLorLux Open        | Super 100 | Wang Chang | Mathias Bay-Smidt Lasse Mølhede | 21–17, 21–15        | Sieger   |